# Nemzeti Bajnokság III 1943–1944
Nemzeti Bajnokság III 1943–1944 sau liga a treia maghiară sezonul 1943–1944, a fost al 30-lea sezon desfășurat în această competiție.

## Istoric și format
Liga a treia a fost formată din 13 serii: 
- Alföld
- Bácska
- Buda
- Pesta
- Sud-Vest
- Dunăre
- Transdanubia
- Matra
- Subcarpatică
- Someș
- Cluj
- Secuiască Grupa Sud și
- Secuiască Grupa Nord.

Doar în Subcarpatică, Cluj, Someș, Secuiască Sud și Secuiască Nord au evoluat echipe românești.

## Seria Subcarpatică
Echipele participante au fost din 10 localități: 
- Beregszász:
- Cașovia: CS Feroviar
- Ciop: AS CFM
- Craihaza: CFM
- Miskolc: MOVE
- Múcsony: Minerul Mákvölgyi
- Nyíregyháza: ASG MOVE Szabolcs,
- Sátoraljaújhely: CS CFM
- Seleușu Mare: ASL
- Slatina: Minerul

Baia Mare și Satu Mare au avut mai mult de o echipă.
| Poz | Echipă                                          | Pld | W  | D | L  | GF  | GA | GD  | Pct |
| --- | ----------------------------------------------- | --- | -- | - | -- | --- | -- | --- | --- |
| 1   | CS Feroviar Cașovia (C)                         | 20  | 19 | 0 | 1  | 108 | 21 | +74 | 38  |
| 2   | ASG MOVE Szabolcs Nyíregyháza                   | 20  | 15 | 2 | 3  | 68  | 24 | +44 | 32  |
| 3   | CA CFM Sátoraljaújhely                          | 20  | 12 | 2 | 6  | 52  | 41 | +11 | 26  |
| 4   | Minerul Mákvölgyi Múcsony/Alberttelepi MÁVAG    | 20  | 10 | 1 | 9  | 38  | 43 | -5  | 21  |
| 5   | AS Minerul Slatina / Aknaszlatinai Bányász TE   | 20  | 10 | 0 | 10 | 30  | 46 | -16 | 20  |
| 6   | MOVE Mișcolț/Miskolci MOVE                      | 20  | 9  | 1 | 10 | 39  | 44 | -5  | 19  |
| 7   | AS CFM Craihaza/Királyházi MÁV                  | 20  | 7  | 2 | 11 | 37  | 63 | -26 | 16  |
| 8   | AS CFM Ciop/Csapi MÁV SE                        | 20  | 5  | 2 | 13 | 26  | 72 | –46 | 12  |
| 9   | CS Feroviar Nyíregyháza/ Nyíregyházi Vasutas SC | 20  | 2  | 3 | 15 | 21  | 69 | –48 | 7   |
| 10  | CGF Beregszász1                                 | 20  | 9  | 3 | 8  | 58  | 42 | +16 | 19  |
| 11  | ASL Seleușu Mare2                               | 20  | 4  | 0 | 16 | 25  | 37 | –54 | 8   |

(C) Campioana a fost CS Feroviar Cașovia.
1 După 2 puncte de penalizare deduse, s-a retras.
2 Retras.
Surse:
"Sportul Național"/"Nemzeti Sport" din 1944.08.01

## Seria Someș
Echipele participante au fost din 5 localități:  
- Baia Mare: AS Noroc Bun II, AS Petroșeni II, AS II,
- Carei:
- Debrețin: CS Electrica
- Oradea: ASM Stăruința, CFM, Înfrățirea, AS Kolping Înfrățirea, CAO II, Electrica
- Püspökladány: CG
- Satu Mare: AS II, Stăruința II, CFM II
- Valea lui Mihai: AF

Baia Mare și Satu Mare au avut mai mult de o echipă.
| Poz | Echipă                   | Pld | W  | D | L  | GF | GA | GD  | Pct |
| --- | ------------------------ | --- | -- | - | -- | -- | -- | --- | --- |
| 1   | ASM Stăruința Oradea (C) | 22  | 12 | 6 | 4  | 75 | 35 | +40 | 30  |
| 2   | CFM Oradea               | 22  | 12 | 6 | 4  | 47 | 22 | +25 | 30  |
| 3   | Stăruința Satu Mare      | 22  | 10 | 8 | 4  | 39 | 33 | +6  | 28  |
| 4   | CS CFM Püspökladány      | 22  | 11 | 5 | 6  | 35 | 29 | +6  | 27  |
| 5   | CS Electrica Debrețin    | 22  | 9  | 9 | 4  | 45 | 41 | +4  | 27  |
| 6   | CS Feroviar Debrețin     | 22  | 10 | 3 | 9  | 75 | 38 | 37  | 23  |
| 7   | AS Petroșeni Baia Mare   | 22  | 10 | 3 | 9  | 32 | 33 | -1  | 23  |
| 8   | CS Feroviar Satu Mare    | 22  | 8  | 4 | 10 | 28 | 42 | –14 | 20  |
| 9   | AS Noroc Bun Baia Mare   | 22  | 7  | 5 | 10 | 36 | 45 | –9  | 19  |
| 10  | CA Carei                 | 22  | 4  | 6 | 12 | 23 | 58 | -35 | 14  |
| 11  | AS Satu Mare             | 22  | 4  | 5 | 13 | 27 | 46 | -19 | 13  |
| 12  | AF Valea lui Mihai       | 22  | 3  | 4 | 15 | 20 | 60 | –40 | 10  |

(C) Campioana a fost ASM Stăruința Oradea.

Surse:
"Sportul Național"/"Nemzeti Sport" din 1944.07.02.

## Seria Cluj
Echipele participante au fost din 5 orașe:  
- Beclean: AGS
- Bistrița: ASM
- Cluj: CFM, CA Universitar, CA II, ASM, AS Poștașul, Angajații Economici, Corvinul , Colegiul Agricol
- Dej: AS, Stăruința CFM
- Gherla: Stăruința
- Năsăud: AS

Doar Cluj și Dej au avut mai mult de o echipă.
| Poz | Echipă                                                                 | Pld | W  | D | L  | GF  | GA | GD  | Pct |
| --- | ---------------------------------------------------------------------- | --- | -- | - | -- | --- | -- | --- | --- |
| 1   | Club Atletic Cluj II / Kolozsvári AC II(C)                             | 24  | 19 | 2 | 3  | 110 | 27 | +83 | 40  |
| 2   | AMEF Cluj / Kolozsvári MTE                                             | 24  | 19 | 2 | 3  | 83  | 28 | +55 | 40  |
| 3   | Asociația Publică de Sport și Cultură Stăruința CFM Dej / Dési MÁV TSE | 24  | 17 | 5 | 2  | 69  | 23 | +46 | 39  |
| 4   | ASM Bistrița / Besztercei MSE                                          | 24  | 14 | 2 | 8  | 61  | 50 | +11 | 30  |
| 5   | Bastionul Cluj II / Kolozsvári Bástya II.                              | 24  | 14 | 2 | 8  | 57  | 44 | +13 | 30  |
| 6   | AS Universitar Dej / Desi ESE                                          | 24  | 12 | 3 | 9  | 54  | 27 | +27 | 27  |
| 7   | AS Poștașul Cluj / Kolozsvári Postás SE                                | 24  | 11 | 3 | 10 | 52  | 54 | -2  | 25  |
| 8   | Angajații Economici Cluj / Kolozsvári KASE                             | 24  | 11 | 2 | 11 | 39  | 46 | -7  | 24  |
| 9   | AS Corvinul Cluj / Kolozsvári Korvin SE                                | 24  | 8  | 1 | 15 | 27  | 59 | -32 | 17  |
| 10  | AS Năsăud / Naszódi LE                                                 | 24  | 7  | 2 | 15 | 20  | 92 | -72 | 16  |
| 11  | CFM Cluj II / Kolozsvári MÁV II                                        | 24  | 5  | 2 | 17 | 31  | 92 | -61 | 12  |
| 12  | AGS Beclean / Bethleni STE 1                                           | 24  | 1  | 4 | 19 | 19  | 41 | -22 | 6   |
| 13  | CA Universitar II / Kolozsvári EAC II.1                                | 24  | 2  | 2 | 20 | 23  | 62 | -39 | 6   |
| 14  | AS Stăruința Gherla / Szamosújvári Törekvés SE2                        | -   | -  | - | -  | -   | -  | -   | -   |

(C) Campioana la momentul respectiv a fost Club Atletic Cluj II.
1 S-a retras.
2 Dezafiliat.
Surse:
Sportul national/"Nemzeti Sport" din 1944.06.23.

## Seria Secuiască de Sud
Echipele participante au fost din 5 localități: 
- Comandău: AS
- Miercurea Ciuc: AG
- Odorheiu Secuiesc: AG Hargita, Ciaba
- Sfântu Gheorghe: Textila, AS Corvinul
- Târgu Secuiesc: AS Gábor Áron

Doar Sfântu Gheorghe a avut mai mult de o echipă.
| Poz | Echipă                                                   | Pld | W | D | L | GF | GA | GD  | Pct |
| --- | -------------------------------------------------------- | --- | - | - | - | -- | -- | --- | --- |
| 1   | AS Sfântu Gheorghe / Sepsiszentgyörgyi SE (C)            | 12  | 8 | 1 | 3 | 28 | 18 | +10 | 17  |
| 2   | AS Gheorgheni / Gyergyószentmiklós SE                    | 9   | 8 | 0 | 1 | 32 | 15 | +17 | 16  |
| 3   | AS GA Târgu Secuiesc / Kézdivásárhelyi Gábor Áron SE     | 10  | 5 | 2 | 3 | 17 | 16 | +1  | 12  |
| 4   | AS Textila Sfântu Gheorghe / Sepsiszentgyörgyi Textil SE | 11  | 4 | 2 | 5 | 12 | 14 | -2  | 10  |
| 5   | AG Miercurea Ciuc / Csíkszeredai TE                      | 11  | 3 | 2 | 6 | 15 | 24 | -9  | 8   |

(C) Campioana a fost AS Sfântu Gheorghe(fosta AS Corvinul Sfântu Gheorghe).
* S-a retras.
Surse:
"Sportul Național"/"Nemzeti Sport" 1943.05.25

## Seria Secuiască Grupa Nord
Echipele participante au fost din 4 orașe: Târgu Mureș, Cristuru Secuiesc, Gheorgheni și Reghin. Doar Târgu Mureș a avut mai mult de o echipă.
| Poz | Echipă                                       | Pld | W | D | L | GF | GA | GD | Pct |
| --- | -------------------------------------------- | --- | - | - | - | -- | -- | -- | --- |
| 1   | Hargita Odorheiu Secuiesc (C)                | -   | - | - | - | -  | -  | -  | -   |
| 2   | AEFMC Târgu Mureș II                         | -   | - | - | - | -  | -  | -  | -   |
| 3   | CFM Târgu Mureș II / Székelyföldi MÁV II     | -   | - | - | - | -  | -  | -  | -   |
| 4   | Reuniunea Gimnastică Ciaba Odorheiu Secuiesc | -   | - | - | - | -  | -  | -  | -   |
| 5   | AG Cristuru Secuiesc                         | -   | - | - | - | -  | -  | -  | -   |
| 6   | AS Turul Reghin                              | -   | - | - | - | -  | -  | -  | -   |
| 7   | Atilla Târgu Mureș II *                      | -   | - | - | - | -  | -  | -  | -   |
| 7   | AS Târgu Mureș II*                           | -   | - | - | - | -  | -  | -  | -   |

(C) Campioana Atilla Târgu Mureș a promovat în NB II 1943-44(Liga a 2-a maghiară 1943-44)
* S-a retras.
Surse:
"Sportul Național"/"Nemzeti Sport" 1943.05.25

### Finala
AS Sfântu Gheorghe – Harghita Odorheiu Secuiesc 2:0, 2:2 (2:0)

## Vezi și
- Prima ligă maghiară 1943–1944
- Liga a 2-a maghiară 1943–1944
- Liga a 4-a maghiară 1943–1944
- Prima ligă maghiară
- Liga a 2-a maghiară